# Карлос Колома Ніколас
Карлос Колома Ніколас (ісп. Carlos Coloma Nicolás, нар. 28 вересня 1981) — іспанський велогонщик, бронзовий призер Олімпійських ігор 2016 року.

## Виступи на Олімпіадах
| Олімпіада           | Дисципліна  | Місце |
| ------------------- | ----------- | ----- |
| Пекін 2008          | маунтінбайк | 28    |
| Лондон 2012         | маунтінбайк | 6     |
| Ріо-де-Жанейро 2016 | маунтінбайк | 3     |

## Зовнішні посилання
- Карлос Колома Ніколас — олімпійська статистика на сайті Sports-Reference.com (англ.) (архівна версія)